# Врт за размишљање Стјуарта Кларка
Врт за размишљање Стјуарта Кларка (енгл. Stuart CLark, Garden of Соnteplation, Canadian Museum for Human Rights, Winnipeg) или Винипешки зимски врт једна је од јединствених мулти садржајних простора, који заузима импозантних 4.400 ft2 у Канадском музеја људских права у Винипегу, у покрајини Манитоба. 
Врт не само да је савршено архитектонско и уметничко дело, које плени својом лепотом љубитеље архитектуре и уметности, већ и нека врста природног окружење, намењен за предах, „разматрање, размишљање, дубоко понирање мислима у нешто, умовање или мисаоност која нема потребе за практичном реализацијом“, посетилаца музеја, након стравичних сазнања из музијских колекција, о бројним кршењима људских права, ходомору, холокаусту и слично, кроз историју човачанства.

## Историја
Иницијативу за оснивање Канадског музеја људских права покренуо је канадски доброчинитељ и медијски магнат, јеврејског порекла Изи Аспер из Винипега, током 2000. године. Његова идеја била је да Канада изгради место на коме би будуће генерације стицале сазнања о вечитој борби за људска права широм света. 
Исте године када је умро Аспер (2003), расписан је међународни конкурс за изабор архитекте. На конкурсу су учествовале 62 архитектонске фирме из 21 земаље. Жири је на конкурсу изабрао идејно решење америчког архитекте Антуана Придока (Antoine Predock).

Инспирацију за Канадски музеј људских права амерички архитекта је нашао у природнном и пејзажу и отворених простора у Канади, укључујући дрвеће, лед, северно (поларно) светло, Прве народе који су живели у Канади и укорењеност примене људских права. Он своју замисао описује на следећи начин: 
Канадски музеј људских права заснива се на хуманости, чинећи у архитектури видљиву основну за хуману заједницу - симболичну појаву леда, облака и камена смештеног у пољу дражесне траве. Урезана у земљу и отворана ка небу, на хоризонту Винипега, ова апстрактна ефемерна крила белог голуба обухватају митску камену планину од 450 милиона година старог Тиндаловог кречњака, што је све заједно даје јединствени и безвремени значаја за све нације и културе света.
 Године 2009. започела је изградња, архитектонски савремене зграде у Форксу, једном од централних језгара Винипега. Овај величанствени објекат простире се на површини већој од 24.000 m², са километром мостова и „Кулом наде“ високом 24 метра. 
У оквиру музеја централно место заузима изложбена поставка о холокаусту, у галерији под називом „Театар разбијеног стакла“. Овај музејски простор окружен стаклом симболизује „лаку ломљивост попут стакла“ слободу људских права. А његов Врт за размишљање, ако природни амбијент, ојачава основну еколошку замисао на којој се заснива и целокупна зграда Музеја.

## Архитектура
Изнад срце зграде Музеја, „Велике сале”, која као да архитектонски гледано, израња из земље и исказује сећања на древна окупљања на овом простору Канаде, Првих народа, а касније и досељеника и имигранта, попут „илузије или фатаморгане” визуелно својим садржајем плени Врт за размишљање Стјуарта Кларка или „Винипешки зимски врт” како га многи називају (енгл. Winnipeg’s Winter Garden). Смештен је између једанаест галерија на више нивоа, на површини од 4.400 ft2 или 408,78 m2. Бочно и одозго окружен је масивном металном конструкцијом засвођеном великим стакленим површинама од плавичастог стакла, кроз које у унутрашњост продир природна светлост.
А унутар врта стубови базалта израњају као безвременски гранитни монолити, док вода, лековито биље и парковски мобилијар дефинишу његову просторну целину.
Простор Врта функционише попут неке врсте пречишћавајућих „плућа” музеја, која ојачавајући основну еколошку замисао на којој се заснива и целокупна зграда Музеја.
Врт не само да је јединствен простор за окупљање и контеплацију посетилаца, већ и према потреби идеалан амбијент за интимну вечеру до 60 људи или за свечане пријеме до 150 људи.